# Claudius Schulze
Claudius Schulze (* 1984) ist ein deutscher Künstler und Kunstmanager. Bekannt ist er für seine Arbeit an der Schnittstelle von Kunst und Wissenschaft und zu Themen des Globalen Wandels und der Klimagerechtigkeit. Er initiierte Arca Futuris und leitete dort 2022 das erste, internationale Klimakunstfestival, das ClimatArtFest in Hamburg. Er war künstlerischer Leiter und Gründungsdirektor der Klima Biennale Wien 2024.

## Werdegang
Nach dem Abitur in München studierte Schulze von 2004 bis 2007 Politik- und Islamwissenschaft in Hamburg und anschließend bis 2010 in Istanbul Konfliktstudien (M.A.). 2011 graduierte er vom M.A. Programm „Photojournalismus und Dokumentarfotografie“ des London College of Communication, University of the Arts London. Anschließend arbeitete er zunächst freischaffend für Magazine, unter anderem für Der Spiegel und Stern, Neon und GEO, bevor er sich zunehmend künstlerischen Projekten widmete.
Gegenwärtig forscht er im Rahmen einer Doktorarbeit (Ph.D., Practice as Research) über Maschinenkognition & -sensorik und das anthropogene Artensterben an der University of the Arts London.
Claudius Schulze ist regelmäßig als Dozent tätig, etwa an der Leuphana Universität Lüneburg, an der Hochschule Hannover oder dem National Institute of Design, Ahmedabad & Bangalore, Indien. Claudius Schulze hält regelmäßig Vorträge und nimmt an Podiumsdiskussionen teil, etwa bei der Konrad-Adenauer-Stiftung, beim Chaos Computer Club, im WEIS RAUM Innsbruck, für das Bundesministerium für Umwelt, Naturschutz, nukleare Sicherheit und Verbraucherschutz und dem Umweltbundesamt.

## Arbeitsschwerpunkte
Claudius Schulze beschäftigt sich in seiner Arbeit mit dem Globalen Wandel und den damit verbundenen Fragen der Klimakrise, des Artensterbens, sowie den verbundenen gesellschaftlichen Herausforderungen. Er vertritt dabei einen ganzheitlichen Standpunkt, in dem er die multiplen Krisen der Gegenwart als gemeinsame Phänomene einer objektifizierenden, auf Extraktivismus bauenden, neo-liberal / spätkapitalistischen Weltsicht sieht.
Sowohl Wissenschaft, einschließlich der künstlerischen Forschung, und kulturelle Bildung versteht Claudius Schulze als zentrale Werkzeuge eines zeitgemäßen Kunstverständnisses.

## Künstler
In seiner ersten Monografie „Socotra“ (2011) versetzt sich Schulze in die Figur des Eroberers um eine abgelegene Insel zu erkunden. Auf vielschichtige und kritische Weise setzt er sich so mit dem kulturellen und v. a. literarischen Erbe des Kolonialismus auseinander.
Sein zweiter Bildband „State of Nature“ / „Naturzustand“ dokumentiert das Ausmaß von Klima- und Naturkatastrophenschutzmaßnahmen in der europäischen Landschaft. Es war auf der Shortlist der »Rencontres de la Photographie Arles« und »Aperture/Paris Photo« und wurde für den »Prix Pictet« nominiert.
Claudius Schulze reiste mit einem selbstgebauten Hausboot von Hamburg nach Amsterdam und Paris. Das Projekt war Teil der Hamburger Phototriennale 2018, Unseen Amsterdam und Paris Photo. Es liegt nun im Rummelsburger See in Berlin und dient Claudius Schulze als Atelier.
2022 setzte er das „FIDS Open Research Lab“ (Elbkulturfonds, Kulturstiftung des Bundes) um, ein künstlerisches Forschungsschiff, das die Auswirkungen von Lärm und Lichtverschmutzung im Hamburger Hafen und die Auswirkungen auf das Verhalten von Vögeln mit Hilfe von Bilderkennung und künstlicher Intelligenz protokolliert.

## Tätigkeit als Kurator und künstlerischer Leiter

### Klima Biennale Wien, Wien (2022–2025)
Unter der Gründungsdirektion (künstlerische & kaufmännische Leitung) von Claudius Schulze und Sithara Pathirana (Programmleitung) fand von April bis Juli 2024 die erste, internationale Klima Biennale Wien statt. Die Biennale verbindet die aktuellen ökologischen Herausforderungen mit Kunst, Design, Architektur und Wissenschaft. Neben etablierten Kunstinstitutionen und Festivals wie dem Belvedere 21, dem Weltmuseum, MAK, Naturhistorischen Museum oder den Wiener Festwochen schlossen sich auch Vertreterinnen von Wiens freier Szene und Organisationen wie die Volkshilfe dem Programm an. Die Erstausgabe setzte mit 500 mitwirkenden Künstlerinnen (u. a. Eva Fàbregas, Adrián Villar Rojas, Laure Prouvost) 28 Ausstellungen und über 750 Veranstaltungen um. Insgesamt wurden 225 000 Besuche gezählt. Die Biennale wird von den drei Ressorts Wirtschaft, Klima & Umwelt, Kultur & Wissenschaft der Stadt Wien mit 1,5 Millionen Euro grundfinanziert.

### ClimateArtFe.st, Hamburg (2022)
Im Oktober 2022 fand im Hamburger Hafen erstmals das spartenübergreifende internationale Kunstfestival »ClimateArtFest« statt – ein Pilotprojekt für eine zukünftige Biennale der Klimakunst.
Unter der Leitung von Claudius Schulze und der Kuration von Bettina Freimann stellte das Vorhaben künstlerische, politische und soziale Konventionen in Frage und regt zu kreativen individuellen und kollektiven Antworten auf die Klimakrise an. Auf dem historischen Hafenkahn »Arca Futuris« waren im Sandtorhafen in der Hamburger Hafencity künstlerische Arbeiten von internationalen und lokalen Künstlerinnen zu erleben. Ausgestellt werden u. a. Werke von Martha Atienza, Mandy Barker, Andres Gonzales und Tomás Saraceno. Hamburger Künstlerinnen konnten sich im Rahmen eines Open-Calls ebenfalls um die Teilnahme am »ClimateArtFest« bewerben. Ausgewählt wurden Sophie Allerdings, Maximilian Glas und Carl Maria Kemper. Auf dem Programm in der „Arche des Klimawandels“ standen Performances, Ausstellungen, Diskussionen, Filme und Workshops.

### FIDS Open Research Lab, Hamburg (2022)
Das künstlerische Forschungsschiff „Zoë X“ war das Herzstück des „FIDS Open Research Lab“: Ausgestattet mit einer hochauflösenden Kamera, zahlreichen Sensoren und weiterer Technik konnte es Zug- und Standvögel automatisch beobachten. Informationen über Orientierung, Flugrouten und Kommunikation der Vögel wurden gesammelt und von einer künstlichen Intelligenz interpretiert.
Ein Textgenerator übersetzte die abstrakten Analyseergebnisse in deutsche Sätze. Auf der Ladefläche am Heck des Schiffes war ein sogenanntes „Flight Information Display System“, kurz FIDS, installiert, eine Tafel, wie sie üblicherweise an Flughäfen zur Anzeige von Ankunfts- und Abflugzeiten von Flügen verwendet wird. Hier wurden die computergenerierten Aussagen angezeigt.
Von Mai bis Oktober 2022 war die Kunstinstallation „FIDS Open Research Lab“ im Hamburger Hafen unterwegs. Wer die „Zoë X“ vom Hafenrand oder Elbstrand aus beobachtete, konnte ablesen, wie es den Vögeln ging, die gerade über sie hinwegflogen, denn Bioindikatoren, die dem menschlichen Auge bisher verborgen blieben, wurden erstmals live in Sprache übersetzt.

## Auszeichnungen und Stipendien
- 2024: BUSINESSART / LEBENSART, „Nachhaltiger Gestalter 2024“
- 2022: Bund bildender Künstler Deutschland, Ausstellungsförderung
- 2022: Stiftung Kunstfonds, Stipendiat
- 2021: Kulturstiftung des Bundes, Dive-In Förderung[20]
- 2021: Elbkulturfonds, Förderung[21]
- 2020: VG Bild Kunst, Stiftung Kulturwerk, Arbeitsstipendium
- 2019: Goethe-Institut Bangalore, Künstlerresidenz
- 2017: Stiftung Buchkunst: Die schönsten Deutschen Bücher für “State of Nature”, Shortlist
- 2017: Paris Photo Aperture Award Shortlist für “State of Nature”[22]
- 2016: Prix Pictet Nominierung für „State of Nature“
- 2016: Luma Rencontres d’Arles Dummy Award Shortlist für „State of Nature“[23]
- 2014: Hansel Mieth Preis für die GEO-Reportage “Killer als Retter”[24]
- 2013: „Vocer Medialab“ Stipendium für die Dinge Europas, zusammen mit dem Journalisten Oskar Piegsa[25]
- 2012: VG Bild Kunst, Stiftung Kulturwerk, Arbeitsstipendium[26]
- 2012: „30 unter 30“, Medium Magazin[27]

## Publikationen
- State of Nature. Hartmann books, Stuttgart 2017, ISBN 978-3-96070-010-4.
- Socotra. An Island. Lonely Island Publishing, München 2011, ISBN 3-00-035338-0.